# Schweriner Sportclub 2020-2021 (pallavolo femminile)
Questa voce raccoglie le informazioni riguardanti lo Schweriner Sportclub nelle competizioni ufficiali della stagione 2020-2021.

## Organigramma societario
Area direttiva
- Presidente: Johannes Wienecke

Area tecnica
- Allenatore: Felix Koslowski
- Allenatore in seconda: Martin Frydnes
- Assistente allenatore: Arne Kramer, Paul Sens
- Scoutman: Olaf Garbe

Area sanitaria
- Fisioterapista: Marcel Möller, Wiebke Offer

## Rosa
| N° | Nome                   | Ruolo | Data di nascita  | Nazionalità sportiva |
| -- | ---------------------- | ----- | ---------------- | -------------------- |
| 1  | Gréta Szakmáry         | S     | 31 dicembre 1991 | Ungheria             |
| 2  | Femke Stoltenborg      | P     | 30 luglio 1991   | Paesi Bassi          |
| 3  | Romy Jatzko            | S     | 26 gennaio 2000  | Germania             |
| 4  | Anna Pogany            | L     | 21 luglio 1994   | Germania             |
| 6  | Patricia Nestler       | L     | 17 maggio 2001   | Germania             |
| 7  | Taylor Agost           | S     | 31 maggio 1996   | Stati Uniti          |
| 8  | Lina Alsmeier          | S     | 29 giugno 2000   | Germania             |
| 9  | Nicole Oude Luttikhuis | S     | 26 dicembre 1997 | Paesi Bassi          |
| 11 | Hayley Spelman         | O     | 11 giugno 1991   | Stati Uniti          |
| 12 | Lauren Barfield        | C     | 15 marzo 1990    | Stati Uniti          |
| 14 | Denise Imoudu          | P     | 14 dicembre 1995 | Germania             |
| 16 | Marie Schölzel         | C     | 1º agosto 1997   | Germania             |
| 17 | Hannah Buß             | S     | 24 maggio 2002   | Germania             |
| 18 | Lea Ambrosius          | C     | 22 maggio 2000   | Germania             |

## Statistiche

### Statistiche di squadra
| Competizione       | Punti | In casa | In casa | In casa | In trasferta | In trasferta | In trasferta | Totale | Totale | Totale |
| Competizione       | Punti | G       | V       | P       | G            | V            | P            | G      | V      | P      |
| ------------------ | ----- | ------- | ------- | ------- | ------------ | ------------ | ------------ | ------ | ------ | ------ |
| 1. Bundesliga      | 41    | 13      | 11      | 2       | 13           | 6            | 7            | 26     | 17     | 9      |
| Coppa di Germania  | -     | 1       | 1       | 0       | 1            | 1            | 0            | 3      | 3      | 0      |
| Supercoppa tedesca | -     | -       | -       | -       | -            | -            | -            | 1      | 1      | 0      |
| Champions League   | 8     | 0       | 0       | 0       | 0            | 0            | 0            | 6      | 3      | 3      |
| Totale             | -     | 14      | 12      | 2       | 14           | 7            | 7            | 36     | 24     | 12     |

G = partite giocate; V = partite vinte; P = partite perse

### Statistiche dei giocatori
| Giocatore          | 1. Bundesliga | 1. Bundesliga | 1. Bundesliga | 1. Bundesliga | 1. Bundesliga | Coppa di Germania | Coppa di Germania | Coppa di Germania | Coppa di Germania | Coppa di Germania | Supercoppa tedesca | Supercoppa tedesca | Supercoppa tedesca | Supercoppa tedesca | Supercoppa tedesca | Champions League | Champions League | Champions League | Champions League | Champions League | Totale | Totale | Totale | Totale | Totale |
| Giocatore          | P             | PT            | AV            | MV            | BV            | P                 | PT                | AV                | MV                | BV                | P                  | PT                 | AV                 | MV                 | BV                 | P                | PT               | AV               | MV               | BV               | P      | PT     | AV     | MV     | BV     |
| ------------------ | ------------- | ------------- | ------------- | ------------- | ------------- | ----------------- | ----------------- | ----------------- | ----------------- | ----------------- | ------------------ | ------------------ | ------------------ | ------------------ | ------------------ | ---------------- | ---------------- | ---------------- | ---------------- | ---------------- | ------ | ------ | ------ | ------ | ------ |
| T. Agost           | 22            | 182           | 158           | 18            | 6             | 1                 | 6                 | 3                 | 1                 | 2                 | 0                  | 0                  | 0                  | 0                  | 0                  | 6                | 11               | 11               | 0                | 0                | 29     | 199    | 172    | 19     | 8      |
| L. Alsmeier        | 24            | 313           | 254           | 41            | 18            | 3                 | 42                | 36                | 4                 | 2                 | 1                  | 14                 | 10                 | 3                  | 1                  | 6                | 86               | 71               | 7                | 8                | 34     | 455    | 371    | 55     | 29     |
| L. Ambrosius       | 8             | 21            | 10            | 8             | 3             | 1                 | 1                 | 1                 | 0                 | 0                 | 0                  | 0                  | 0                  | 0                  | 0                  | 5                | 13               | 3                | 8                | 2                | 14     | 35     | 14     | 16     | 5      |
| L. Barfield        | 23            | 176           | 131           | 39            | 6             | 3                 | 28                | 21                | 7                 | 0                 | 1                  | 5                  | 4                  | 1                  | 0                  | 6                | 34               | 23               | 9                | 2                | 33     | 243    | 179    | 56     | 8      |
| H. Buß             | -             | -             | -             | -             | -             | -                 | -                 | -                 | -                 | -                 | -                  | -                  | -                  | -                  | -                  | -                | -                | -                | -                | -                | 0      | 0      | 0      | 0      | 0      |
| D. Imoudu          | 25            | 73            | 34            | 20            | 19            | 3                 | 15                | 7                 | 4                 | 4                 | 1                  | 3                  | 1                  | 0                  | 2                  | 6                | 23               | 9                | 9                | 5                | 35     | 114    | 51     | 33     | 30     |
| R. Jatzko          | 8             | 5             | 5             | 0             | 0             | 0                 | 0                 | 0                 | 0                 | 0                 | 0                  | 0                  | 0                  | 0                  | 0                  | 2                | 1                | 1                | 0                | 0                | 10     | 6      | 6      | 0      | 0      |
| P. Nestler         | 11            | 1             | 0             | 0             | 1             | 0                 | 0                 | 0                 | 0                 | 0                 | 0                  | 0                  | 0                  | 0                  | 0                  | 6                | 0                | 0                | 0                | 0                | 17     | 1      | 0      | 0      | 1      |
| N. Oude Luttikhuis | 15            | 68            | 51            | 11            | 6             | 0                 | 0                 | 0                 | 0                 | 0                 | 1                  | 0                  | 0                  | 0                  | 0                  | 4                | 8                | 8                | 0                | 0                | 20     | 76     | 59     | 11     | 6      |
| A. Pogany          | 24            | 0             | 0             | 0             | 0             | 3                 | 0                 | 0                 | 0                 | 0                 | 1                  | 0                  | 0                  | 0                  | 0                  | 6                | 0                | 0                | 0                | 0                | 34     | 0      | 0      | 0      | 0      |
| M. Schölzel        | 24            | 242           | 176           | 46            | 20            | 3                 | 20                | 16                | 4                 | 0                 | 1                  | 11                 | 7                  | 4                  | 0                  | 3                | 19               | 15               | 4                | 0                | 31     | 292    | 214    | 58     | 20     |
| H. Spelman         | 24            | 225           | 195           | 16            | 14            | 3                 | 38                | 27                | 6                 | 5                 | 1                  | 8                  | 6                  | 2                  | 0                  | 6                | 87               | 77               | 7                | 3                | 34     | 358    | 305    | 31     | 22     |
| F. Stoltenborg     | 23            | 25            | 9             | 10            | 6             | 1                 | 0                 | 0                 | 0                 | 0                 | 0                  | 0                  | 0                  | 0                  | 0                  | 6                | 3                | 2                | 1                | 0                | 30     | 28     | 11     | 11     | 6      |
| G. Szakmáry        | 25            | 313           | 253           | 40            | 20            | 3                 | 44                | 36                | 5                 | 3                 | 1                  | 14                 | 12                 | 1                  | 1                  | 6                | 74               | 64               | 6                | 4                | 35     | 445    | 365    | 52     | 28     |

P = presenze; PT = punti totali; AV = attacchi vincenti; MV = muri vincenti; BV = battute vincenti